# Stefan Sękowski (dziennikarz)
Stefan Sękowski (ur. 28 maja 1985 w Lublinie) – polski dziennikarz, publicysta ekonomiczny i polityczny, politolog i tłumacz, doktor nauk ekonomicznych.

## Życiorys
Absolwent politologii na Uniwersytecie Marii Curie Skłodowskiej w Lublinie oraz Szkoły Doktorskiej Nauk Społecznych UMCS w dziedzinie ekonomia i finanse. W 2023 uzyskał stopień doktora nauk ekonomicznych na podstawie napisanej pod kierunkiem Macieja Bałtowskiego rozprawy pt. Właścicielska renta polityczna. Studium teoretyczno-empiryczne.
Ogólnopolsko debiutował w 2003 na łamach „Opcji na Prawo”. Do 2022 związany z thinkzinem „Nowa Konfederacja”, w którym pełnił funkcję zastępcy dyrektora i kierownika działu Publicystyka. W latach 2011–2016 związany z „Gościem Niedzielnym”, później tygodnikiem „Do Rzeczy”. Współpracuje także z Polskim Radiem Lublin, gdzie jest jednym z prowadzących Panoramy Tygodnia. Publikuje bądź publikował m.in. w „Rzeczpospolitej”, „Tygodniku Powszechnym”, portalu kwartalnika „Więź”, „Gazecie Wyborczej”, „Dzienniku Gazecie Prawnej”, „Gazecie Polskiej Codziennie”, „Frondzie”, „Arcanach”, „Nowym Obywatelu”, „Najwyższym Czasie!” i „Czasie Fantastyki”.
Autor dwóch książek – W walce z Wujem Samem. Anarchoindywidualizm w Stanach Zjednoczonych Ameryki w latach 1827–1939 i Żadna zmiana. O niemocy polskiej klasy politycznej po 1989 roku. Tłumaczył na język polski prace m.in. Ludwiga von Misesa (Wspomnienia i Socjalizm) i Lysandera Spoonera (Nie zdrada).
W 2018 jego Żadna zmiana została nominowana do nagrody Economicus „Dziennika Gazety Prawnej” za najlepszą książkę o tematyce ekonomicznej. Książka spotkała się z wieloma pozytywnymi reakcjami w mediach.
Należał do Federacji Młodych Ruchu Odbudowy Polski, a następnie do Unii Polityki Realnej (w pierwszych latach XXI wieku). Od 2004 działał też w Stowarzyszeniu KoLiber, w którym w latach 2004–2008 pełnił funkcję m.in. wiceprezesa Zarządu Głównego i prezesa Oddziału Lubelskiego.

## Publikacje
Książki własne
- W walce z Wujem Samem. Anarchoindywidualizm w Stanach Zjednoczonych Ameryki 1827–1939, Wydawnictwo 3S Media, Warszawa 2010
- Żadna zmiana. O niemocy polskiej klasy politycznej po 1989 roku, Wydawnictwo Trzecia Strona, Warszawa 2018
- Mała degeneracja, Wydawnictwo Nowej Konfederacji, Warszawa 2020
- Upadła praworządność. Jak ją podnieść, Wydawnictwo Nowej Konfederacji, Warszawa 2021 (wspólnie z Tomaszem Pułrólem)
- Renta polityczna w teorii ekonomicznej i historii gospodarczej, Wydawnictwo UMCS, Lublin 2024

Tłumaczenia
- Ludwig von Mises, Wspomnienia, Wydawnictwo Fijorr Publishing, Warszawa 2007 (z niemieckiego, oryg. tytuł „Erinnerungen”)
- Lysander Spooner, Nie zdrada, Instytut Liberalno-Konserwatywny, Lublin 2008 (z angielskiego, oryg. tyt. „No Treason. The Constitution of No Authority”)
- Daniel J. Mitchell, Podatek liniowy – globalna rewolucja, Wydawnictwo Prohibita, Warszawa 2008 (z angielskiego, oryg. tyt. „Flat tax – global revolution”)
- Ludwig von Mises, Socjalizm, Wydawnictwo Arcana, Kraków 2009 (z niemieckiego, oryg. tyt. „Die Gemeinwirtschaft: Untersuchungen über den Sozialismus”)